# Göcsej
A Göcsej vagy Közép-Zalai-dombság (régi népies neve Göcsejország) a Zalai-dombság legnagyobb kistája Zala vármegye területén. A 672 km² területű vidék a Zala, a Felső- és az Alsó-Válicka, illetve a Kerka völgyei által közrezárt alacsony dombság. Északon a Felső-Zala-völgy, keleten és délen az Egerszeg–Letenyei-dombság, nyugaton a Kerka-vidék határolja.
A Göcsej nem pusztán földrajzi fogalom, hanem nagy múltú néprajzi táj is. Hagyományos kultúrájának feltárása Plánder Ferenc és Gönczi Ferenc nevéhez kötődik.

## Földtan és domborzat
A Göcsej déli részén húzódó tektonikai törésvonal, a Balaton–Darnó-vonal sávjában szubvulkáni, magmás képződmények, főként karbon kori gránit alkotja az alapkőzetet. A medencealjzat másutt – a Zalai-dombság más tájaihoz hasonlóan – triász és kréta korabeli karbonátos kőzetekből, illetve devon és szilur korabeli metamorfitösszletekből épül fel. A harmadidőszak során az északi területeken az Ős-Zala hordalékkúpot épített, amelyre a későbbiekben homokos-agyagos üledékek rétegződtek. A déli területeken a medencealjzatot jellemzően jégkorszaki vályog és agyag, illetve a meredekebb északi dombtetőkről lehordott kavicsos-vályogos törmeléktakaró borítja. A Göcsej északi és keleti vidékei gazdag szénhidrogéntelepeket rejtenek. A közeli Budafapusztán tárták fel 1937-ben Magyarország első kőolaj- és földgázmezőjét, emellett jelentős az 1951-ben kitermelés alá vett nagylengyeli kőolajmező és a pusztaedericsi szénhidrogéntelep. A táj értékes és nagy mennyiségű, 90 °C-nál melegebb hévízkészletekkel rendelkezik, melyek közül a pusztaedericsi hévízkutak hozama a legnagyobb (320 l/p).
Az északról a Zala, keletről a Felső-Válicka, délről az Alsó-Válicka, valamint nyugatról a Kerka völgyei által határolt, alacsony eróziós-deráziós dombság felszíne erősen tagolt. Északkeleti vidékein a Zala erodált hordalékkúp-maradványai alkotják legmagasabb vonulatát, a Göcsej vízválasztó gerincét képező kerek dombtetőket (Kandikó, 304 m; Baki-hegy, 298 m; Cigány-hegy, 285 m; Kő-hegy, 280 m; Kökényes, 275 m). Innen déli-délnyugati irányban lépcsőzetesen lejtősödik a Göcsej völgyekkel és keskeny dombhátakkal, deráziós dombnyergekkel sűrűn tagolt felszíne. A kistáj átlagos relatív reliefe 53 m/km², ami – tekintettel a lankás vidékek nagy kiterjedésére – az északkeleti gerincek nagy szintkülönbségeire, meredek lejtőire utal. A Göcsej vidékének átlagos tengerszint feletti magassága 240 méter, legmagasabb pontja az északkeleti részén található Kandikó (304 m), legalacsonyabb pontja pedig ugyancsak északkeleti peremén, a Felső-Válicka és a Zala összefolyásának közelében mérhető (142 m).
A Göcsej északi része a Zala vízgyűjtő területe, a vízfelesleget a kistáj keleti peremén futó Felső-Válicka, valamint a Szentmihályfai-patak, a Harkály-patak és a Keresztúri-patak csapolja le. A Kandikó a forrásvidéke a Göcsejt dél-délnyugati irányban átszelő Csertának, amely Csömödérnél az Alsó-Válicka vizét felvéve végül a Kerkát táplálja, így végső soron a Dráva vízgyűjtőjéhez tartozik. Állóvizekben szegény terület, legnagyobb kiterjedésű tava a várföldei halastó (12 ha).

## Éghajlat
Mérsékelten hűvös kistáj, az átlagos évi hőmérséklet 9,5 °C, a vegetációs időszak átlaghőmérséklete 16,0–16,2 °C körül alakul. Az évenkénti napsütéses órák száma 1880 és 1920 közé esik. Csapadékmennyiség tekintetében mérsékelten nedves terület, déli tájai azonban már a nedves zóna határán terülnek el. Az évi átlagos csapadékmennyiség 740–770 mm, különbségekkel a csapadékszegényebb északkeleti és a nedvesebb déli területek között. A szélirányt főként a völgyek futásiránya határozza meg, a magasabb területeken az északi szél az uralkodó.

## Talaj és növényzet
A Göcsej uralkodó talajtípusát a különféle erdőtalajok adják. Keleti területein az agyagbemosódásos barna erdőtalajok (51%), nyugati vidékein a pszeudoglejes barna erdőtalajok (38%) a jellemzőek, a kistáj északi sávjában foltokban barnaföldek (2%) alkotják a talajtakarót. A Kelet-Göcsej erdőtalajai részben jó vízgazdálkodási és termékenységi potenciállal rendelkeznek, egy részük azonban savanyú kémhatású, a pszeudoglejes talajok pedig nagy mértékben elsavanyodottak, így jellemzően erdő és rét borítja őket. Az erodált dombtetőkön jellemző a sziklás és földes kopárok (1%) jelenléte. A patakok alluviális völgytalpait döntően réti öntéstalajok (7%) borítják, de a Válicka-völgyben a lápos réti talajok (1%) kiterjedése is számottevő.
A Göcsej egésze potenciális erdőterület, a patakvölgyek kivételével, ahol gyeptársulások alkotják a természetes növénytakarót. A természetes erdőállományokat a magasabb térszíneken a bükkösök, a lejtőkön a gyertyános-kocsánytalantölgyesek, a patakvölgyek némelyikében pedig az égerligetek alkotják. Másodlagosan jellemzőek a mészkerülő lomberdők (fenyőelegyes tölgyesek és gyertyános-tölgyesek) is. A bükkösöket szubmediterrán flóraelemek gazdagítják (tarka lednek, zalai bükköny, pirítógyökér), egyébként nyugat-dunántúli fajok határozzák meg az erdei aljnövényzetet (erdei ciklámen, erdei galaj, szártalan kankalin). Emellett gyakoriak a savanyúságkedvelő (acidofil) fajok, mint például a fekete áfonya vagy a fehér perjeszittyó, a hűvösebb patakvölgyekben pedig elterjedt néhány szubalpin elem (európai zergeboglár stb.). Noha a kistáj területének közel fele napjainkban is erdősült, az állomány jelentős részét ma már a természetes erdőtársulásokkal szemben a telepített fenyvesek és akácosok alkotják. Az egykor nagy kiterjedésű völgytalpi kaszáló- és láprétek nagy része eltűnt, szántóföldek, esetleg égerligetek vagy magaskórósok vették át a helyüket.
| Területhasznosítás | Terület     | Területarány |
| ------------------ | ----------- | ------------ |
| Lakott terület     | 2 666,7 ha  | 4,0%         |
| Szántó             | 23 211,2 ha | 34,5%        |
| Kert               | 2 235,6 ha  | 3,3%         |
| Szőlő              | 480,5 ha    | 0,7%         |
| Rét, legelő        | 6 074,3 ha  | 9,0%         |
| Erdő               | 32 116,7 ha | 47,8%        |
| Vízfelszín         | 431,4 ha    | 0,6%         |

## Népesség
A Göcsej népessége 25 002 fő (2001), népsűrűsége 37,2 fő/km². Ezzel a Zalai-dombság legritkábban lakott, egyúttal egyik legsűrűbb településhálózatú kistája, ami az aprófalvak túlsúlyára utal. Városi jogállású településsel nem rendelkezik, de területére esik a közeli Zalaegerszeg több tartozéktelepülése (Bazita, Botfa, Ebergény, Szenterzsébethegy és Zalabesenyő), valamint Zalalövő egyes csatolt belterületi részei (Irsapuszta és Nagyfernekág); ezek lakói képviselik a „városi népesség”-et. Legnagyobb települései az 1700–1800 lakosú Bak és Gellénháza, mellettük további három település lakossága haladja meg az 1000 főt (Bocfölde, Gutorfölde, Páka). Az 500–1000 lelkes kisfalvak (Bánokszentgyörgy, Becsvölgye, Csömödér, Kustánszeg, Nova, Pusztamagyaród, Sárhida, Tófej, Zalatárnok) száma jóval elmarad a 200–500 fős aprófalvakétól (Babosdöbréte, Baktüttös, Boncodfölde, Böde, Bucsuta, Csonkahegyhát, Hottó, Lickóvadamos, Mikekarácsonyfa, Milejszeg, Nagylengyel, Németfalu, Oltárc, Pálfiszeg, Petrikeresztúr, Pusztaederics, Szentliszló, Szilvágy, Várfölde) és az ezekkel megegyező számú, 200 lakos alatti aprófalvakétól (Barlahida, Csertalakos, Dobronhegy, Gombosszeg, Hernyék, Iborfia, Kálócfa, Kányavár, Keménfa, Kissziget, Kozmadombja, Lasztonya, Ormándlak, Ortaháza, Pördefölde, Pusztaapáti, Szentkozmadombja, Szentpéterfölde, Zebecke). Különösen a Göcsej északi részére jellemzőek a sajátos megtelepülésű szeges települések. A településhálózat képét tovább árnyalják a közigazgatásilag a fenti községekhez tartozó egyéb, alacsony népességszámú (100 lakos alatti) zárt belterületi részek (Kislengyel, Oroklán, Rádiháza, Rám, Zalaszentmihályfa stb.).
Noha történetileg egyik legkorábbi protestáns vidékeink közé tartozik, a 2001. évi népszámlálási adatok alapján a lakosság 83,0%-a római katolikus felekezetű. A reformátusok részaránya mindössze 5,2%-os (egyedül Kustánszeg református többségű), az evangélikusok pedig 1,1%-kal képviseltetik magukat. A lakosság túlnyomó része, közel 98%-a magyar nemzetiségű, csupán a cigány kisebbség számottevő (2,0%), de részarányuk csak Ortaházán (11%) és Baktüttösön (10%) jelentős.

## Néprajz
A Göcsej megnevezés a hagyományos magyar tájszemléletben a 17–18. századra datálható, eredete a ’dimbes-dombos, árkos, terméketlen vidék’ jelentésű göhej~göcsej köznévre megy vissza. A terület az Árpád-korban határőrvidékeink közé tartozott, később jelentőségét elveszítette. Lakossága a reformáció hívéül szegődött, de a 18. században a Göcsej népét rekatolizálták, s csupán kisnemesi közösségei maradtak meg a protestáns hitben.
A lakói által irtásgazdálkodással művelés (köles, hajdina, szőlő stb.) alá vont terület tipikus településtípusa – az északnyugatra fekvő őrségi tájakhoz hasonlóan – a szeres település. Ez a szórványtelepülés-típus öt-tíz ház laza szerkezetű együttesét jelenti, s egy-egy zárt település körül akár tíz ilyen szeg is csoportosulhatott. A lakó- és gazdasági épületek jellemzően egybeépültek, s együttesük közrezárta az udvart (kerített ház).
A göcseji asszonyok 19. századi népviseletének jellemző darabjai a széles fakeretre hajtogatott, fehér vászon főkötő (pacsa), a hosszú alsóruha (alsóümög), a kékfestett ráncos szoknya (vászonpéntő), valamint a télen mellényként használt kengyeles bundamelles.
A göcseji népi kultúra tárgyi emlékeit a zalaegerszegi Göcseji Falumúzeum mutatja be.

### Szakcikkek
- Bazsika Enikő - Gyuricza László: Néprajzi tájak "vándorlása" a magyarországi térképeken: Hetés, Göcsej és Őrség határainak vizsgálata, Földrajzi közlemények, 2008. (132. évf.) 3. sz. 251-262. old.
- Göcsej, Hetés, Őrség, Vendvidék, Biokultúra, 2006. (17. évf.) 6. sz. 15-17. old.
- Baráth László: Göcsej kincsei, az erdő és a fa: kiállítás Lentiben, Magyar múzeumok, 2005. (11. évf.) 3. sz. 53-54. old.
- Göcsej kincsei, az erdő és a fa, Erdészeti lapok, 2005. (140. évf.) 6. sz. 212-213. old.
- Selmeczi Kovács Attila: Szegek világa: múzeumi kiadvány Göcsej néprajzáról [Könyvismertetés], Magyar múzeumok, 2003. (9. évf.) 4. sz. 60-61. old.
- Göcsej, Vasi szemle, 2002. (56. évf.) 2. sz. 273. old.
- Hóborné Kiss Gabriella - Hóbor József: A Göcsej rövid földrajzi jellemzése, Polvax: társadalomtudományi folyóirat, 1999. (3. évf.) 2-3. sz. 43-67. old.
- Páczai Péter: A hagyományőrző Göcsej, Természetbúvár, 1992. (47. évf.) 1. sz. 43-45. old.
- Balogh István: Bíró Friderika: Göcsej. Gondolat, Budapest, 1988. 295. oldal, 12. kép, Ethnographia, 1990. (101. évf.) 2. sz. 332-333. old.
- Elpusztított falvak, Göcsej - Nádas Péter képei, Magyar napló, 1990. (2. évf.) 33. sz. 16. old.
- Szentmihályi Imre: XVII. századi adatok Göcsej nevéről és területéről, Ethnographia, 1969. (80. évf. ) 4. sz. 565-568. old.
- Bárdosi János: Tóth János: Göcsej népi építészete, Vasi szemle, 1966. (20. évf.) 4. sz. 636-638. old.
- Szentmihályi Imre 1958: A göcseji nép eredethagyománya. Budapest.
- Egyed Ferenc: Göcsej népessége a XVIII. században, Vasi szemle, 1944. (11. évf.) 3-4. sz 108-117. old.
- P. Takács Ince: Göcsej népe és lelke, Katholikus szemle, 1941. (55. évf.) 4. sz. 116-122. old.
- Horváth Béla: Göcsej, Búvár (1935-1944), 1937. (3. évf.) 6. sz. 438-441. old.
- Antal Dezső: A magyar népi építészetről. Göcsej, A Magyar Mérnök és Építész Egylet közlönye, 1935. (69. évf.) 45-46. sz. 309-316. old.
- Pais Dezső: Göcsej, Magyar nyelv, 1912. (8. köt.) 3. sz. 124-126. old.